# Fluvalinat
Fluvalinat som ingår som aktivt medel i Apistan, Klartan och Minadox) är en syntetisk pyrethroid, som vanligtvis används för att bekämpa varroakvalster i honungsbikolonier, angrepp som ger svår sjukdom hos sådana insekter.
Fluvalinat är en stabil, icke-flyktig, viskös, tung olja (teknisk) löslig i organiska lösningsmedel. Även om föreningen kan hittas i drönare, har en studie funnit honungsprover praktiskt taget fria från fluvalinat, på grund av dess affinitet till bivax.
Det är från och med 28 oktober 2011 godkänt i Sverige.

## Stereoisomerism
Fluvalinat syntetiseras från racemisk valin [(RS)-valin], syntesen är inte diastereoselektiv. Således är fluvalinat en blandning av fyra stereoisomerer, var och en cirka 25 procent.
| Fluvalinatstereoisomerer |
| ------------------------ |
| (R,R)-konfiguration      |
| (S,S)-konfiguration      |
| (S,R)-konfiguration      |
| (R,S)-konfiguration      |

Tau-fluvalinat (τ-fluvalinat) är trivialnamnet för (2R)-fluvalinat. C-atomen i valinatstrukturen är i (R)-absolut konfiguration, medan den andra kirala atomen är en blandning av (R)- och (S)-konfigurationer:
| τ-Fluvalinatdiastereomerer |
| -------------------------- |
| (R,R)-konfiguration        |
| (R,S)-konfiguration        |